# Condado de Oktibbeha
El condado de Oktibbeha (en inglés: Oktibbeha County), fundado en 1833, es un condado del estado estadounidense de Misisipi. En el año 2000 tenía una población de 42.902 habitantes con una densidad poblacional de 36 personas por km². La sede del condado es Starkville.

## Geografía
Según la Oficina del Censo, el condado tiene un área total de 1197 km² (462,2 mi²), de la cual 1186 km² (457,9 mi²) es tierra y 10 km² (3,9 mi²) es agua.

## Demografía
En el 2000 la renta per cápita promedia del condado era de $ 24,899, y el ingreso promedio para una familia era de $36,914. El ingreso per cápita para el condado era de $14,998. En 2000 los hombres tenían un ingreso per cápita de $32,162 frente a $20,622 para las mujeres. Alrededor del 18% de la población estaba bajo el umbral de pobreza nacional.

## Condados adyacentes
- Condado de Noxubee (sureste)
- Condado de Winston (sur)
- Condado de Choctaw (oeste)
- Condado de Webster (noroeste)
- Condado de Clay (norte)
- Condado de Lowndes (este)

## Localidades
Ciudades
- Starkville

Pueblos
- Maben (parte en Condado de Webster)
- Sturgis

Lugares designados por el censo
- Mississippi State

Área no incorporada
- Bradley
- Longview
- Oktoc
- Osborn
- Sessums
- Clayton Village

## Principales carreteras
- U.S. Highway 82
- Carretera 12
- Carretera 25
- Carretera 182